# Juan Carlos Justes
Juan Carlos Justes Albiol (Almudévar, Huesca, España, 18 de agosto de 1962) es un exfutbolista español que jugaba de centrocampista.

## Clubes
| Club                   | País    | Año       |
| ---------------------- | ------- | --------- |
| Deportivo Aragón       | España  | 1981-1983 |
| Real Zaragoza          | España  | 1983-1989 |
| Real Sporting de Gijón | España  | 1989-1991 |
| C. D. Castellón        | España  | 1991-1994 |
| Villarreal C. F.       | España  | 1994-1996 |
| S. D. Huesca           | España  | 1996-1997 |
| F.C. Andorra           | Andorra | 1997-1998 |

## Palmarés

### Campeonatos nacionales
| Título       | Club          | País   | Año  |
| ------------ | ------------- | ------ | ---- |
| Copa del Rey | Real Zaragoza | España | 1986 |